# David Premack
David Premack (* 26. Oktober 1925 in Aberdeen, South Dakota; † 11. Juni 2015 in Santa Barbara, Kalifornien) war ein US-amerikanischer Psychologe und Verhaltensforscher, der zusammen mit seiner langjährigen Mitarbeiterin und Ehefrau Ann James Premack u. a. wesentliche Beiträge auf dem Gebiet des Behaviorismus leistete, die Sprachfähigkeit von Schimpansen erforschte und zu einer Theory of Mind („Theorie des Geistes“) beitrug.

## Werdegang
David Premack studierte Psychologie an der University of Minnesota in Minneapolis, wo er 1951 den Magister-Grad in Experimenteller Psychologie und Statistik erwarb. 1955 wurde er in den Fächern Experimentelle Psychologie und Philosophie promoviert. Von 1955 bis 1964 war er als Research Associate Professor an der University of Missouri-Columbia und von 1965 bis 1975 als Professor an der University of California, Santa Barbara tätig. Von 1975 bis zu seiner Emeritierung im Jahr 1990 war er Professor an der University of Pennsylvania. Danach erforschte er einige Jahre lang in Frankreich gemeinsam mit seiner Frau Ann die kognitive Entwicklung von Kleinkindern.

## Forschungsschwerpunkte
David Premack hat mindestens drei wesentliche Beiträge zum Fortgang der Wissenschaften geleistet.
Zum einen hat er 1962 das so genannte Premack-Prinzip formuliert, eine Fortentwicklung auf dem Gebiet der Verhaltensformung durch instrumentelle und operante Konditionierung. Er konnte zeigen, dass Verstärkung nicht unbedingt ein biologisches Bedürfnis (z. B. nach Nahrung) befriedigen muss, sondern dass jedes Verhalten, das spontan häufiger gezeigt wird als ein anderes, dieses verstärkt. Verhaltensweisen mit höherer Auftretenswahrscheinlichkeit (beim Menschen zum Beispiel spielen) können als Verstärker für Verhaltensweisen mit geringerer Auftretenswahrscheinlichkeit (zum Beispiel Vokabeln lernen) verwendet werden. Andererseits kann, laut Premack, Vokabeln lernen als Verstärker für Toilette putzen dienen.
Premack hat ferner einen wesentlichen Beitrag geleistet zum Verständnis der kognitiven und sprachlichen Fähigkeiten von Schimpansen. Im Unterschied zu Roger Fouts, der seinen Schimpansen eine Zeichensprache für Gehörlose beibrachte, lehrte Premack seine Testtiere den Umgang mit Plastikchips. Hierbei knüpfte er an frühere Experimente von Wolfgang Köhler an, der bereits Anfang des 20. Jahrhunderts den Werkzeuggebrauch als Beispiel für intelligentes Verhalten von Affen erforscht hatte. Premacks Veröffentlichungen über die von Schimpansen mit Plastikwörtern „geschriebene“ Sprache (zum Beispiel: Mary, give chocolate to Sarah) gehören zu den wichtigen Pionierarbeiten auf diesem Gebiet und haben letztlich auch dazu beigetragen, dass der „Verbrauch“ von Menschenaffen für Forschungszwecke auch von vielen Forschern als nicht mehr akzeptabel angesehen wird und dass von einer wachsenden Anzahl sogar Menschenrechte für die Menschenaffen eingefordert werden.
David Premack hat schließlich wichtige Beiträge zu einer Theory of mind („Theorie des Geistes“) geliefert und dazu beigetragen, ein neues Gebiet innerhalb der Kognitionswissenschaften zu eröffnen: Die Suche nach einer Antwort auf die Frage: Was wissen wir über unser Wissen? Als Meilenstein für dieses Gebiet gilt seine 1978 zusammen mit einem jungen Kollegen geschriebene Veröffentlichung über Metakognition bei Schimpansen, d. h. über die Fähigkeit dieser Menschenaffen, zu verstehen, was in einem anderen Individuum vor sich geht. Diese Publikation regte eine Vielzahl experimenteller Studien über menschliche Kognition und soziale Intelligenz an. So wurde beispielsweise herausgefunden, dass Kinder unter drei bis vier Jahren noch nicht erkennen, dass andere Personen das, was sie (die Kinder) im Experiment sehen können, nicht sehen können.

## Ehrungen
- 1996: George A. Miller Prize in Cognitive Neuroscience
- 2004: William James Fellow der American Psychological Society

## Schriften (Auswahl)
- mit Ann Premack: Original Intelligence. Unlocking the Mystery of Who We Are. McGraw-Hill, New York 2003, ISBN 0-07-138142-2.
- mit Ann Premack: Original Intelligence: The Architecture of the Human Mind. McGraw-Hill Professional, 2002, ISBN 978-0-07-138142-0.
- mit Ann Premack: The Mind of an Ape. W. W. Norton & Co, 1984, ISBN 0-393-30160-5. (das Buch gewann den Award for Excellence der American Psychological Association)
- mit Guy Woodruff: Does the chipmanzee have a theory of mind? In: Behavioral & Brain Sciences. Band 1, 1978, S. 515–526, doi:10.1017/S0140525X00076512.
- Intelligence in Ape and Man. Lawrence Erlbaum Assoc., 1977, ISBN 0-470-98909-2.
- Language in Chimpanzee? In: Science. Band 172, Nr. 3985, 1971, S. 808–822, doi:10.1126/science.172.3985.808.

## Belege
1. ↑  David Premack, Psychology. Nachruf auf dem Webserver der University of Pennsylvania vom 25. August 2015.
2. ↑  Ehemalige Webseiten von David Premack auf dem Server der University of Pennsylvania, zuletzt abgerufen am 23. Mai 2022.
3. ↑  Kurzbiografie auf den Seiten der Association for Psychological Science aus Anlass des William James Fellow Award 2004. (englisch)

| Personendaten    | Personendaten                                       |
| ---------------- | --------------------------------------------------- |
| NAME             | Premack, David                                      |
| KURZBESCHREIBUNG | US-amerikanischer Psychologe und Verhaltensforscher |
| GEBURTSDATUM     | 26. Oktober 1925                                    |
| GEBURTSORT       | Aberdeen, South Dakota                              |
| STERBEDATUM      | 11. Juni 2015                                       |
| STERBEORT        | Santa Barbara, Kalifornien                          |